# 후추정 (도쿄도)
후추정(府中町)은 도쿄도 기타타마군에 설치되었던 정이다. 현재의 후추시에 해당한다.